# Syntormon multillatus
Syntormon multillatus är en tvåvingeart som beskrevs av Becker 1918. Syntormon multillatus ingår i släktet Syntormon och familjen styltflugor. Inga underarter finns listade i Catalogue of Life.